# OSE-Baureihe 120
Die OSE-Baureihe 120, auch unter dem Namen HellasSprinter bekannt, ist eine Elektrolokomotivbaureihe der griechischen Staatsbahn aus der Lok-Familie EuroSprinter der Firma Siemens Transportation Systems.

## Geschichte

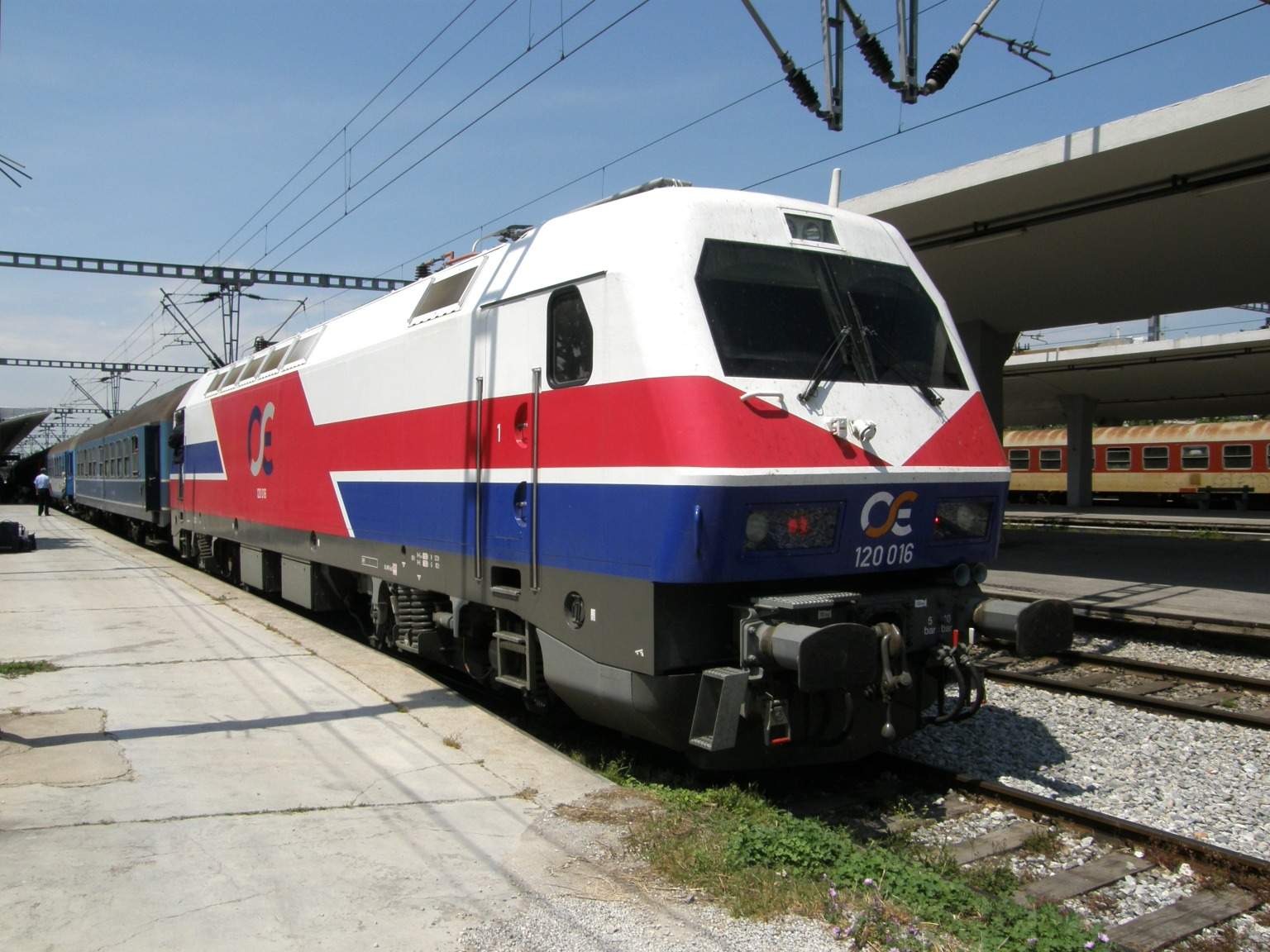
Lokomotive 120 016 der zweiten Bauserie (Thessaloniki; 2007)

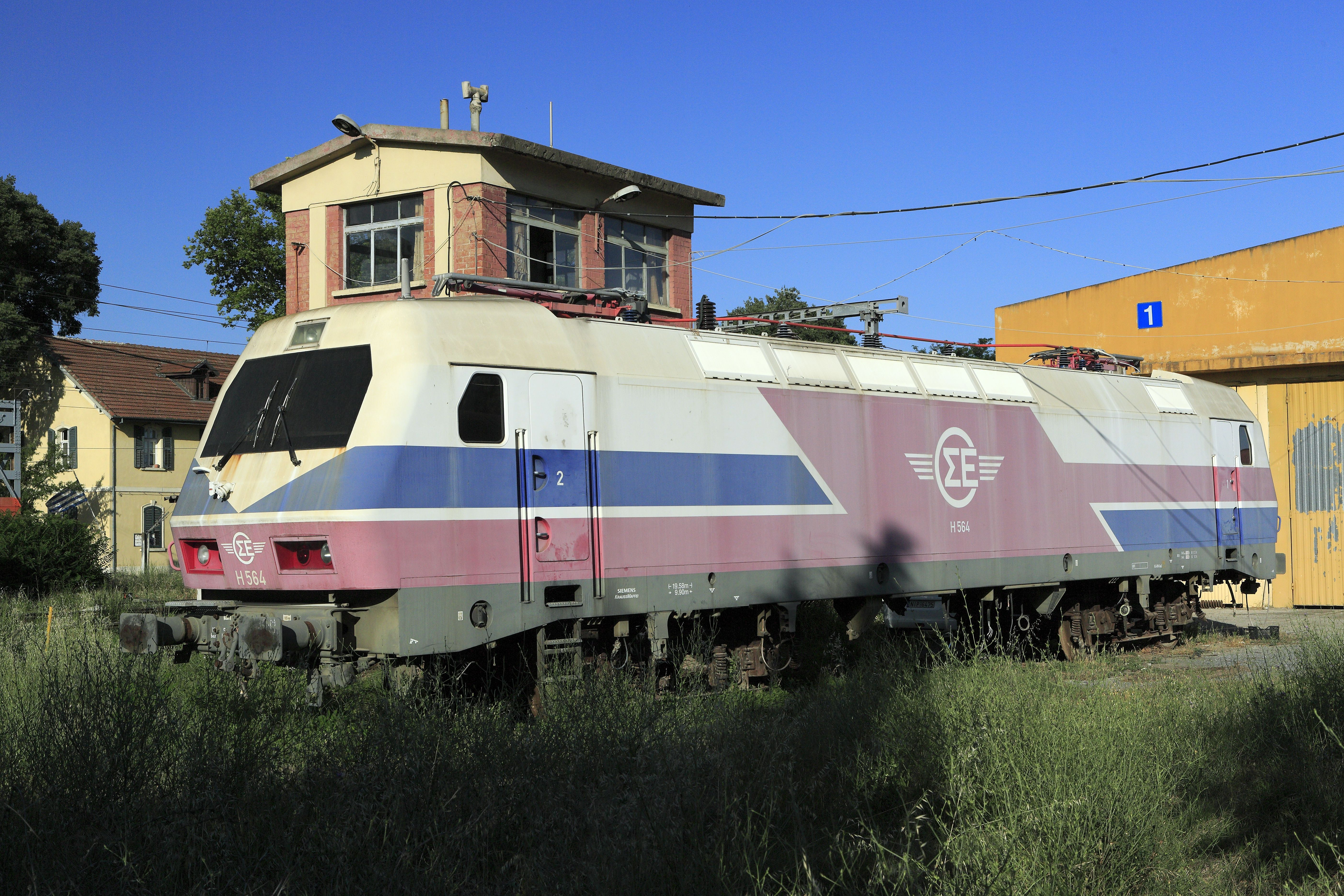
Abgestellte H 564 auf Hilfsdrehgestellen. Die Maschine mit dem verblichenen Anstrich trägt weder eine UIC-Nummer noch Revisionsanschriften. (2016)

Die Baureihe wurde von der Organismos Sidirodromon Ellados, der nationalen Bahngesellschaft Griechenlands, für ihre regelspurigen, zu elektrifizierenden Strecken bestellt. Das Lastenheft der OSE forderte eine Leichtbauweise von 80 Tonnen (üblich waren zu dieser Zeit etwa 88 Tonnen). Zum Zeitpunkt der Bestellung existierte im griechischen Netz noch kein elektrifizierter Streckenabschnitt.
Die Lokomotiven wurden von Siemens auf der Basis der Siemens ES64P hergestellt. Zwischen 1996 und 2005 wurden in zwei Bauserien insgesamt 30 Lokomotiven angefertigt. Die erste Bauserie umfasste sechs Fahrzeuge, welche zwischen 1996 und 1997 in Dienst gestellt wurden und zunächst als I 561–566 bezeichnet wurden. Die zweite Bauserie umfasste 24 Fahrzeuge, deren Inbetriebnahme zwischen 2004 und 2005 erfolgte und die gleich nach dem neuen Bezeichnungsschema als 120 007–030 nummeriert wurden.
Der Fahrleitungsbau erreichte nicht die geplanten Ziele. Auf der Bahnstrecke Piräus–Platy waren vor der Elektrifizierung umfangreiche Neutrassierungen vorgesehen, vor deren Inbetriebnahme eine Elektrifizierung nicht sinnvoll war. Die Strecke sollte vor den Olympischen Spielen 2004 in Athen fertiggestellt werden, doch durchgehend elektrisch befahrbar war sie erst 2019. Schon vorher war das Verkehrsaufkommen auf der Strecke nach Norden über Idomeni nach Skopje, Niš und Belgrad durch die Jugoslawienkriege und den Namensstreit um Nordmazedonien auf ein Minimum gefallen. Die Folge war, dass die neu gelieferten Lokomotiven jahrelang abgestellt blieben und teilweise als Ersatzteilspender für die wenigen eingesetzten dienten. Einige Lokomotiven hatten noch 2016 weder Revisionsanschriften noch eine UIC-Betriebsnummer.
Inzwischen sind die Lokomotiven innerhalb Griechenlands vor Güter- und Personenzügen im Einsatz.
Drei Lokomotiven wurden am 28. Februar 2023 beim Eisenbahnunfall von Tembi zerstört.